# Équipe d'Ouganda de beach soccer

L'équipe d'Ouganda de beach soccer est la sélection nationale représentant l'Ouganda dans les compétitions internationales de beach soccer.

## Histoire
Les Ougandais jouent leur première rencontre internationale le 7 décembre 2014 à Bububu contre Zanzibar.
L'Ouganda participe à sa première compétition majeure en 2021, en jouant la Coupe d'Afrique des nations au Sénégal; la sélection termine quatrième, perdant le match pour la troisième place contre le Maroc.